# Tatjana Maljuwanez
Tatjana Alexandrowna Maljuwanez (russisch Татьяна Александровна Малюванец, ukrainisch Тетяна Олександрівна Малюванець Tetjana Olexandriwna Maljuwanez; engl. Transkription Tatyana Malyuvanets; * 8. August 1958) ist eine ehemalige ukrainisch-sowjetische Hürdenläuferin aus Luhansk. 
Bei den Leichtathletik-Halleneuropameisterschaften 1983 in Budapest gewann sie Bronze über 60 m Hürden.

## Persönliche Bestzeiten
- 60 m Hürden (Halle): 8,01 s, 17. Februar 1984, Moskau
- 100 m Hürdenlauf: 13,07 s, 21. Mai 1983, Sofia

| Personendaten    | Personendaten |
| ---------------- | --- |
| NAME             | Maljuwanez, Tatjana |
| ALTERNATIVNAMEN  | Maljuwanez, Tatjana Alexandrowna; Малюванец, Татьяна Александровна; Malyuvanets, Tatyana; Maljuwanez, Tetjana Olexandriwna; Малюванець, Тетяна Олександрівна |
| KURZBESCHREIBUNG | sowjetische Hürdenläuferin |
| GEBURTSDATUM     | 8. August 1958 |